# 第十八届东方风云榜
第十八届东方风云榜于2011年3月19日在上海大舞台举行，下午众明星进行了红地毯亮相，晚上进行了颁奖典礼。

## 综述
著名艺人韩庚在颁奖典礼上以坐直升机的形式登场，并演唱开场曲，为当晚一大亮点。著名歌手张靓颖连续第三次获得最佳女歌手称号。此外，借此次盛典机会，多名音乐人支持发布《抗议百度公开信》敦促百度终止盗版网站深度链接。

## 获奖名单
- 最佳男歌手：李健
- 最佳女歌手：张靓颖
- 最佳乐队：反光镜
- 最佳组合：牛奶咖啡
- 东方新人
  - 金奖：马海生
  - 银奖：MIC男团、刘惜君、潘辰
  - 铜奖：张萱妍、毛方圆
- 最佳作词：梁芒《23秒，32年》
- 最佳作曲：小柯《多好啊》
- 最受欢迎EP：许飞《26度》
- 最佳风格突破：尚雯婕
- 最佳年度飞跃：黄龄
- 最佳舞台演绎：丁当
- 亚洲风云歌手大奖：韩红
- 亚洲风云歌手大奖：陈奕迅
- 年度全能艺人：韩庚
- 年度风云歌手：黄小琥
- 传媒推荐大奖:羽泉
- 唱作新锐：张志林
- 华语五强： 
  - 陈楚生(内地)
  - 方大同(香港)
  - 吴克群(台湾)
  - 光良(马来西亚)
  - 蔡健雅(新加坡)
- 十大金曲：
  - 韩庚《My Logo》
  - 尚雯婕《23秒，32年》
  - 黄龄《特别》
  - 羽泉、小娟、谭维维《多好啊》
  - 汪峰、谭维维《石头在歌唱》
  - 丁当《Fu Good》
  - 牛奶咖啡《幸运星》
  - 李健《传奇》
  - 陈楚生《山楂花》
  - 张靓颖《如果这就是爱情》